# Cockeysville
Cockeysville é uma Região censo-designada localizada no estado americano de Maryland, no Condado de Baltimore.

## Demografia
Segundo o censo americano de 2000, a sua população era de 19.388 habitantes.

## Geografia
De acordo com o United States Census Bureau tem uma área de
29,6 km², dos quais 29,2 km² cobertos por terra e 0,4 km² cobertos por água. Cockeysville localiza-se a aproximadamente 87 m acima do nível do mar.

## Localidades na vizinhança
O diagrama seguinte representa as localidades num raio de 12 km ao redor de Cockeysville.